# Аносов, Роман Александрович
Рома́н Алекса́ндрович Ано́сов (род. 15 мая 1990, Иркутск) — российский футболист, игрок в мини-футбол, нападающий клуба «Газпром бурение». Выступал за сборную России.

## Биография
Родился в Иркутске, в раннем возрасте с семьёй переехал в подмосковный Солнечногорск. Воспитанник московского «Динамо», играл за дубль, но в первой команде так и не появился.
1 августа 2010 года перешёл в «Норильский никель». Первый матч провёл 9 октября 2010 года против «Синары». 29 января 2011 года забил первый мяч в матче против «Динамо».
В сентябре 2011 года был вызван на сбор молодёжной сборной России, но по ходу сбора начал тренировки с первой сборной, вскоре дебютировал в её составе в товарищеском матче против сборной Португалии.
В октябре 2011 отправился в составе сборной России на турнир «Гран-при» в бразильский Манаус. 16 октября провёл матч против сборной Замбии, в котором забил мяч на 39 минуте. 17 октября провёл матч против сборной Парагвая. 18 октября провёл матч против сборной Коста-Рики.
9 января 2017 года подписал контракт с московским «Спартаком», 26 января 2019 года перешёл в грозненский «Беркут».